# 阿利斯圣雷娜
阿利斯圣雷娜（法語：Alise-Sainte-Reine，法語發音：[aliz sɛ̃t ʁɛn]）是法国科多尔省的一个市镇，位于该省中部偏西北，属于蒙巴尔区。

## 地理
阿利斯圣雷娜（47°32'12"N, 4°29'24"E）面积3.83 平方千米，位于法国勃艮第-弗朗什-孔泰大區科多尔省，该省份为法国中东部省份，北起奥布省，西接涅夫勒省和约讷省，南至索恩-卢瓦尔省，东南接汝拉省，东临上索恩省，东北部与上马恩省接壤。
与阿利斯圣雷娜接壤的市镇（或旧市镇、城区）包括：沃纳雷莱洛姆、奥泽兰河畔弗拉维尼、格雷西尼圣雷娜、米西拉福斯。
阿利斯圣雷娜的时区为UTC+01:00、UTC+02:00（夏令时）。

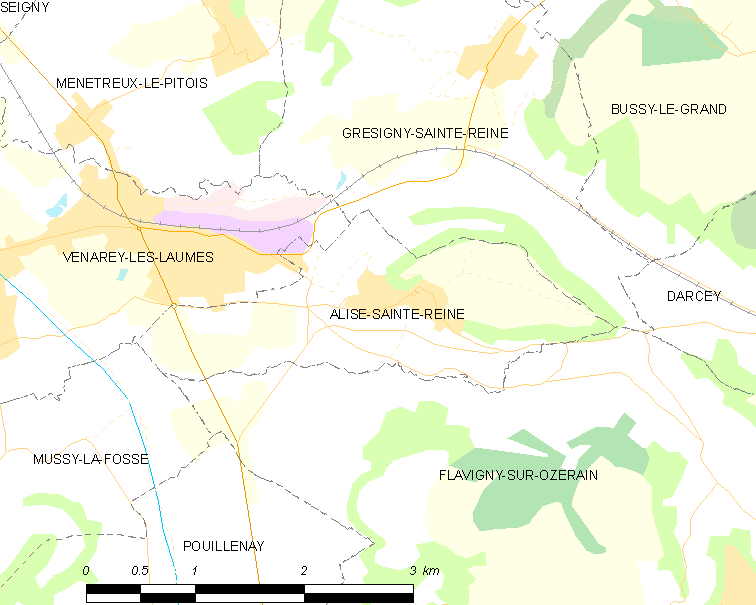
阿利斯圣雷娜的OSM定位图

## 行政
阿利斯圣雷娜的邮政编码为21150，INSEE市镇编码为21008。

## 政治
阿利斯圣雷娜所属的省级选区为蒙巴尔县。

## 人口

1962-2008年间阿利斯圣雷娜人口变化图示

阿利斯圣雷娜于2022年1月1日时的人口数量为568人。